# Powłocznica olszowa
Powłocznica olszowa (Peniophora erikssonii  Boidin) – gatunek grzybów z rodziny powłocznikowatych (Peniophoraceae).

## Systematyka i nazewnictwo
Pozycja w klasyfikacji według Index Fungorum: Peniophora, Peniophoraceae, Russulales, Incertae sedis, Agaricomycetes, Agaricomycotina, Basidiomycota, Fungii.
Polską nazwę "powłocznica olszowa" podał Wojewoda w 1999, wcześniej proponując epitet "olchowa".

## Występowanie i siedlisko
Występuje w Ameryce Płn, Azji i Europie, w tym w Polsce. Rośnie na wiszących i opadłych martwych gałęziach olszy czarnej i szarej. 